# Hikari furu
Hikari furu (jap. ひかりふる) – dwunasty singel zespołu Kalafina, wydany 24 października 2012 roku. Tytułowy utwór został wykorzystany jako piosenka przewodnia filmu anime Puella Magi Madoka Magica: Eien no monogatari. Singel osiągnął 4. pozycję w rankingu Oricon i pozostał na nim przez 16 tygodni, sprzedano 57 426 egzemplarzy.

## Lista utworów
Wszystkie utwory zostały skomponowane i napisane przez Yuki Kajiura.

### CD, CD+DVD, CD+Blu-ray
| CD      |                                                                 |      |
| Nr      | Tytuł                                                           | Czas |
| 1.      | "Hikari furu" (jap. ひかりふる)                                 | 4:51 |
| 2.      | "Mirai" (jap. 未来)                                             | 4:32 |
| 3.      | "Magia [quattro]"                                               | 5:16 |
| 4.      | "Hikari furu ~instrumental~" (jap. ひかりふる ～instrumental～) | 4:51 |
| DVD     |                                                                 |      |
| Nr      | Tytuł                                                           | Czas |
| 1.      | "Hikari furu" (jap. ひかりふる) (wideoklip)                     |      |
| Blu-ray |                                                                 |      |
| Nr      | Tytuł                                                           | Czas |
| 1.      | "Hikari furu" (jap. ひかりふる) (wideoklip)                     |      |

### Limitowana edycja anime
| CD  |                                                                 |      |
| Nr  | Tytuł                                                           | Czas |
| 1.  | "Hikari furu" (jap. ひかりふる)                                 |      |
| 2.  | "Mirai" (jap. 未来)                                             |      |
| 3.  | "Magia [quattro]"                                               |      |
| 4.  | "Hikari furu ~instrumental~" (jap. ひかりふる ～instrumental～) |      |
| 5.  | "Mirai ~instrumental~" (jap. 未来 ～instrumental～)             |      |
| 6.  | "Magia [quattro] ~instrumental~"                                |      |
| DVD |                                                                 |      |
| Nr  | Tytuł                                                           | Czas |
| 1.  | "Hikari furu" (jap. ひかりふる) (wideoklip)                     |      |

## Notowania
| Lista                                      | Pozycja |
| ------------------------------------------ | ------- |
| Oricon Weekly Singles Chart                | 4       |
| Billboard JAPAN HOT 10                     | 3       |
| Billboard JAPAN Hot Singles Sales          | 2       |
| Billboard JAPAN Hot Animation              | 1       |
| Billboard JAPAN Hot Top Airplay            | 59      |
| Billboard JAPAN Adult Contemporary Airplay | 80      |
| Sound Scan                                 | 1       |
| CDTV                                       | 4       |